# South Middleton, Wallington Demesne
South Middleton var en civil parish 1866–1955 när det uppgick i Wallington Demesne, i grevskapet Northumberland i England. Civil parish var belägen 14 km från Morpeth och hade 9 invånare år 1951.